# Rudtjärnen, Gästrikland
Rudtjärnen är en sjö i Ockelbo kommun i Gästrikland och ingår i Testeboåns huvudavrinningsområde.